# Zhuzhou
Zhuzhou (en chino, 株洲; pinyin, Zhūzhōu) es una ciudad-prefectura en la provincia de Hunan, República Popular China. Situada en las orillas del Río Xiang, a 50 km de la capital provincial. Limita al norte con Changshá, al sur con Chenzhóu, al oeste con Hengyang y al este con la provincia de Jiangxi. Su área es de 11 247 km² y su población total para 2018 superó los 4 millones de  habitantes. 
Creada durante la dinastía Song del Sur (1127-1279), Zhuzhou es la segunda ciudad más grande en la provincia de Hunan, y es una ciudad industrial con cuatro industrias principales las cuales son metalurgia, fabricación de maquinaria, productos químicos y materiales de construcción.

## Administración
La ciudad-prefectura de Zhuzhou se organiza en 9 localidades que se administran en 5 distritos urbanos, 1 ciudad suburbana y 3 condados rurales.
- Distrito Hetang
- Distrito Lusong
- Distrito Shifeng
- Distrito Lukou
- Ciudad Liling
- Distrito Tianyuan
- Condado Yanling
- Condado Chaling
- Condado You

## Toponimia
En la antigüedad, esta región abundaba en árboles 'zhu' (槠, una especie de roble), y debido a que el río Xiang fluía por la zona, formaba numerosos bancos de arena (zhou, 洲) por lo que se le llamó Zhuzhou (槠洲).
Por cercanía fonética, o forma más corta/común, 'zhu' (槠) se simplificó a su homófono 'zhu' (株 planta), algo común en la evolución de la escritura china.

## Geografía y Economía

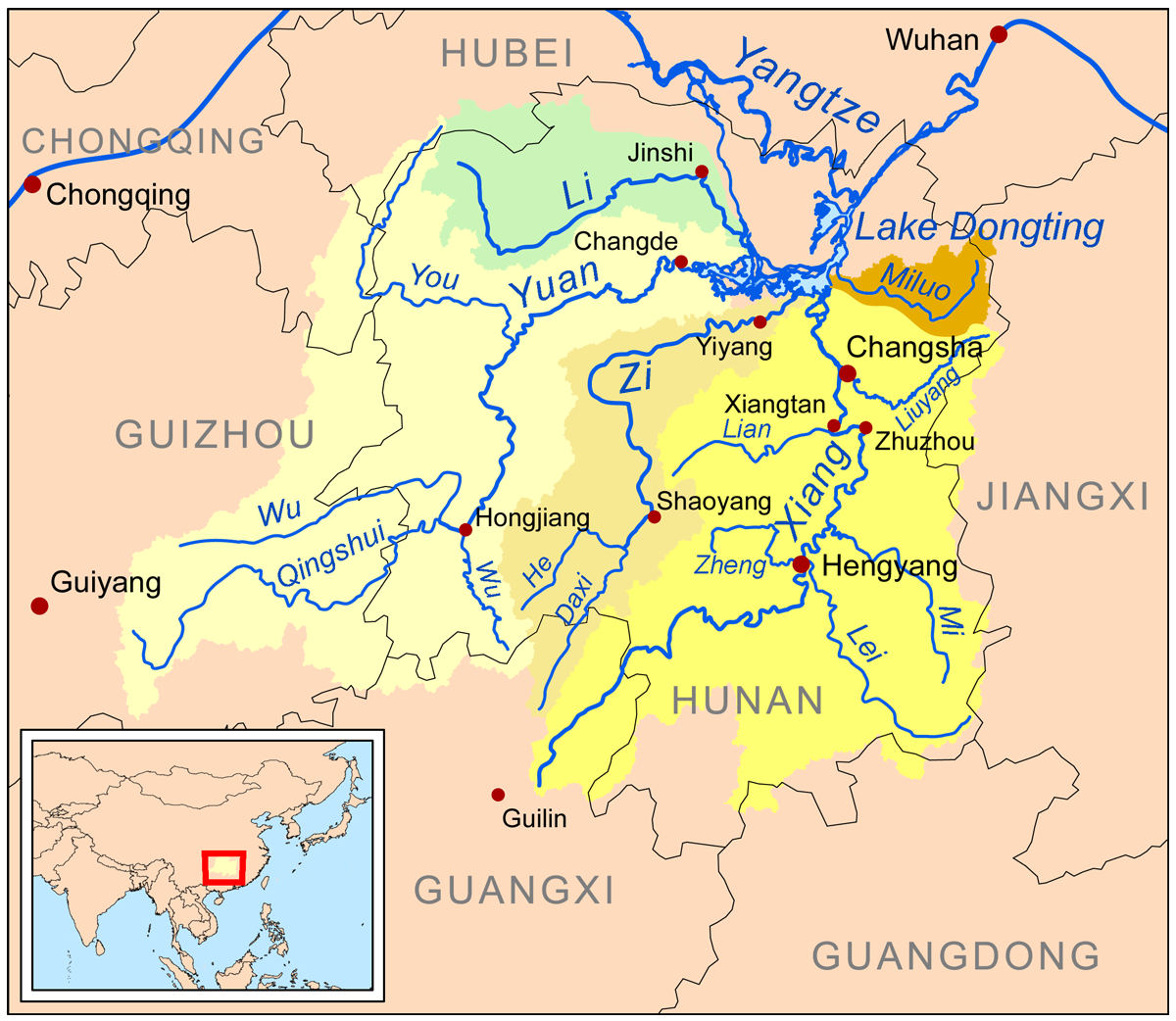
Mapa de la cuenca del lago Dongting en el que aparece, a la derecha sobre el río Xiang

El clima es adecuado para la agricultura de cereales, el territorio es rico en recursos como carbón mineral, hierro, tungsteno, plomo, zinc, oro, estaño, uranio, cobre, fluorita, yeso, arcilla, piedra caliza y otros 40 tipos de no metales. El territorio se compone de 5,6% de agua, 16,4% de llanuras y 41,2% de montañas que se concentran principalmente en el sureste.

## Clima
Zhuzhóu tiene un clima húmedo subtropical monzónico con cuatro estaciones bien diferenciadas, lluvias abundantes, luz adecuada y calor, el periodo libre de heladas es de 286 días o más, la temperatura media anual de 17C.
| Parámetros climáticos promedio de Zhuzhou （1971－2000） | Parámetros climáticos promedio de Zhuzhou （1971－2000） | Parámetros climáticos promedio de Zhuzhou （1971－2000） | Parámetros climáticos promedio de Zhuzhou （1971－2000） | Parámetros climáticos promedio de Zhuzhou （1971－2000） | Parámetros climáticos promedio de Zhuzhou （1971－2000） | Parámetros climáticos promedio de Zhuzhou （1971－2000） | Parámetros climáticos promedio de Zhuzhou （1971－2000） | Parámetros climáticos promedio de Zhuzhou （1971－2000） | Parámetros climáticos promedio de Zhuzhou （1971－2000） | Parámetros climáticos promedio de Zhuzhou （1971－2000） | Parámetros climáticos promedio de Zhuzhou （1971－2000） | Parámetros climáticos promedio de Zhuzhou （1971－2000） | Parámetros climáticos promedio de Zhuzhou （1971－2000） |
| Mes                                                      | Ene.                                                     | Feb.                                                     | Mar.                                                     | Abr.                                                     | May.                                                     | Jun.                                                     | Jul.                                                     | Ago.                                                     | Sep.                                                     | Oct.                                                     | Nov.                                                     | Dic.                                                     | Anual                                                    |
| -------------------------------------------------------- | -------------------------------------------------------- | -------------------------------------------------------- | -------------------------------------------------------- | -------------------------------------------------------- | -------------------------------------------------------- | -------------------------------------------------------- | -------------------------------------------------------- | -------------------------------------------------------- | -------------------------------------------------------- | -------------------------------------------------------- | -------------------------------------------------------- | -------------------------------------------------------- | -------------------------------------------------------- |
| Temp. máx. abs. (°C)                                     | 24.1                                                     | 27.5                                                     | 32.4                                                     | 33.5                                                     | 36.5                                                     | 36.9                                                     | 39.1                                                     | 38.7                                                     | 37.7                                                     | 34.9                                                     | 30.0                                                     | 24.3                                                     | '                                                        |
| Temp. media (°C)                                         | 5.3                                                      | 7.5                                                      | 10.7                                                     | 17.3                                                     | 22.4                                                     | 25.8                                                     | 29.1                                                     | 28.3                                                     | 24.0                                                     | 18.7                                                     | 12.9                                                     | 8.0                                                      | 17.5                                                     |
| Temp. mín. abs. (°C)                                     | −5.6                                                     | −7.9                                                     | −0.8                                                     | 2.5                                                      | 10.9                                                     | 13.1                                                     | 18.6                                                     | 16.9                                                     | 12.9                                                     | 4.6                                                      | −1.1                                                     | −11.5                                                    | '                                                        |
| Precipitación total (mm)                                 | 94.6                                                     | 97.5                                                     | 167.2                                                    | 183.5                                                    | 180.7                                                    | 208.6                                                    | 160.3                                                    | 137.1                                                    | 91.5                                                     | 94.6                                                     | 64.6                                                     | 43.4                                                     | 1523.6                                                   |
| Días de precipitaciones (≥ 1 mm)                         | 16.1                                                     | 14.3                                                     | 18.9                                                     | 18.4                                                     | 17.1                                                     | 15.7                                                     | 11.1                                                     | 10.9                                                     | 9.7                                                      | 11.6                                                     | 9.8                                                      | 9.2                                                      | 162.8                                                    |
| Fuente: 中国气象局公共气象服务中心 2012年12月12日        |                                                          |                                                          |                                                          |                                                          |                                                          |                                                          |                                                          |                                                          |                                                          |                                                          |                                                          |                                                          |                                                          |